# Hammarn unner bönninga
Hammarn unner bönninga är en sång av Tomas Ledin. Den finns med på hans studioalbum Höga kusten (2013), men utgavs även som digital singel den 27 september samma år.
"Hammarn unner bönninga" framförs delvis på ådalsmål och titelraderna betyder "hammaren under byggnaden". Låten producerades av Esbjörn Hazelius. En musikvideo spelades in i Stockholm 2013, regisserad av Mats Jankell.
Ledin framförde låten i TV4:s program Nyhetsmorgon den 26 oktober 2013.

## Låtlista
1. "Hammarn unner bönninga" – 2:51